# Gyilkos számok
A Gyilkos számok (NUMB3RS) amerikai televíziós sorozat, melynek főszereplői Don Eppes Szövetségi Nyomozóiroda-ügynök (Rob Morrow) és matematikazseni öccse, Charlie Eppes (David Krumholtz), aki minden részben kidolgoz egy formulát, amivel képes kiszámítani a különböző bűnözők cselekedeteit, lépéseit, tulajdonságait. Az Amerikai Egyesült Államokban a CBS csatornán futott 2005. január 23-ától, míg Magyarországon a TV2-n volt látható 2006. május 22-e óta.
2010. május 18-án hivatalosan is bejelentették, hogy nem kapja meg a sorozat a következő évadot.

## Szereplők
| Szereplő             | Színész         | Magyar hang                 |
| -------------------- | --------------- | --------------------------- |
| Don Eppes            | Rob Morrow      | Csankó Zoltán               |
| Charlie Eppes        | David Krumholtz | Csőre Gábor                 |
| Alan Eppes           | Judd Hirsch     | Székhelyi József            |
| Dr. Larry Fleinhardt | Peter MacNicol  | Kerekes József              |
| David Sinclair       | Alimi Ballard   | Dolmány Attila              |
| Amita Ramanujan      | Navi Rawat      | Németh Borbála Kovács Vanda |
| Terry Lake           | Sabrina Lloyd   | Major Melinda               |
| Megan Reeves         | Diane Farr      | Farkasinszky Edit           |
| Colby Granger        | Dylan Bruno     | Varga Gábor                 |
| Nikki Betancourt     | Sophina Brown   | Agócs Judit                 |
| Liz Warner           | Aya Sumika      | Kökényessy Ági              |

## Évados áttekintés
| Évad | Évad | Részek száma | Részek száma | Eredeti sugárzás     | Eredeti sugárzás  | Eredeti adó | Magyar sugárzás      | Magyar sugárzás     | Magyar adó |
| Évad | Évad | Részek száma | Részek száma | Évadbemutató         | Évadzáró          | Eredeti adó | Évadbemutató         | Évadzáró            | Magyar adó |
| ---- | ---- | ------------ | ------------ | -------------------- | ----------------- | ----------- | -------------------- | ------------------- | ---------- |
|      | 1.   | 13           | 13           | 2005. január 23.     | 2005. május 13.   | CBS         | 2006. május 22.      | 2006. augusztus 28. | TV2        |
|      | 2.   | 24           | 24           | 2005. szeptember 23. | 2006. május 19.   | CBS         | 2007. június 11.     | 2007. november 26.  | TV2        |
|      | 3.   | 24           | 24           | 2006. szeptember 22. | 2007. május 18.   | CBS         | 2007. december 3.    | 2008. augusztus 25. | TV2        |
|      | 4.   | 18           | 18           | 2007. szeptember 28. | 2008. május 16.   | CBS         | 2008. szeptember 1.  | 2009. január 5.     | TV2        |
|      | 5.   | 23           | 23           | 2008. október 3.     | 2009. május 15.   | CBS         | 2009. szeptember 21. | 2010. május 31.     | TV2        |
|      | 6.   | 16           | 16           | 2009. szeptember 25. | 2010. március 12. | CBS         | 2010. szeptember 6.  | 2010. december 20.  | TV2        |